# Carlos Santos de Jesús
Carlos Santos de Jesús ili samo Carlos (São Paulo, 25. veljače 1985.), je brazilski nogometaš. 
Hrvatsko državljanstvo je stekao u listopadu 2007. godine.

## Klupska karijera
Nogometaš je zagrebačkog Dinama, a od listopada 2007. godine državljanin je i Hrvatske. Prije Dinama igrao je za São Paulo FC. Ugovor s Dinamom je potpisao 17. siječnja 2006. godine, a s Dinamom je osvojio prvenstva 2006. i 2007. godine te kup 2007. godine, a također i dva superkupa 2006. i 2007. godine. Tijekom zimske stanke u sezoni 2008./09. posuđen je na šest mjeseci Varteksu pa se kratko vrijeme zadržao s Brankom Ivankovićem u Shandong Lunengu, u Kini, te se vraća u Dinamo. U siječnju 2011. odlazi na posudbu u NK Zagreb. U 2013. odlazi u Ettifaq FC, a poslije toga potpisuje za iranski klub Zob-Ahan Isfahan. U 2015. odlazi u Naft Tehran F.C.

## Priznanja

### Klupska
Dinamo Zagreb
- Prvak Hrvatske (4): 2005./06., 2006./07., 2007./08., 2008./09.
- Hrvatski nogometni kup (3) : 2006./07., 2007./08., 2008./09.